# Alison Roberta Noble Neilans
Alison Roberta Noble Neilans   (East Dulwich, 19 de juny de 1884 - Hampstead Garden, 17 de juliol de 1942) fou una suffragette anglesa membre del comité executiu de la Women's Freedom League, membre de la Church League for Women's Suffrage i de l'East London Federation of Suffragettes, en què treballà amb Sylvia Pankhurst. Formava part, també, de la junta directiva de l'Aliança Internacional de Dones.

## Biografia
Alison Neilans nasqué a East Dulwich, Surrey, el 19 de juny del 1884. Vivia pròsperament fins que son pare va morir quan ella tenia dotze anys i es veié obligada a treballar com a comptable. Fou secretària financera de la Women's Freedom League al 1908.
Alison Neilans fou empresonada tres vegades per la seua lluita; dues vegades, durant un mes al 1908 i una altra volta, durant tres mesos, al 1909. La tercera sentència de presó fou per haver abocat líquid en les urnes en una elecció parcial local. Ella i Alice Chapin llançaren productes químics en les paperetes en l'elecció parcial de Bermondsey del 1909.

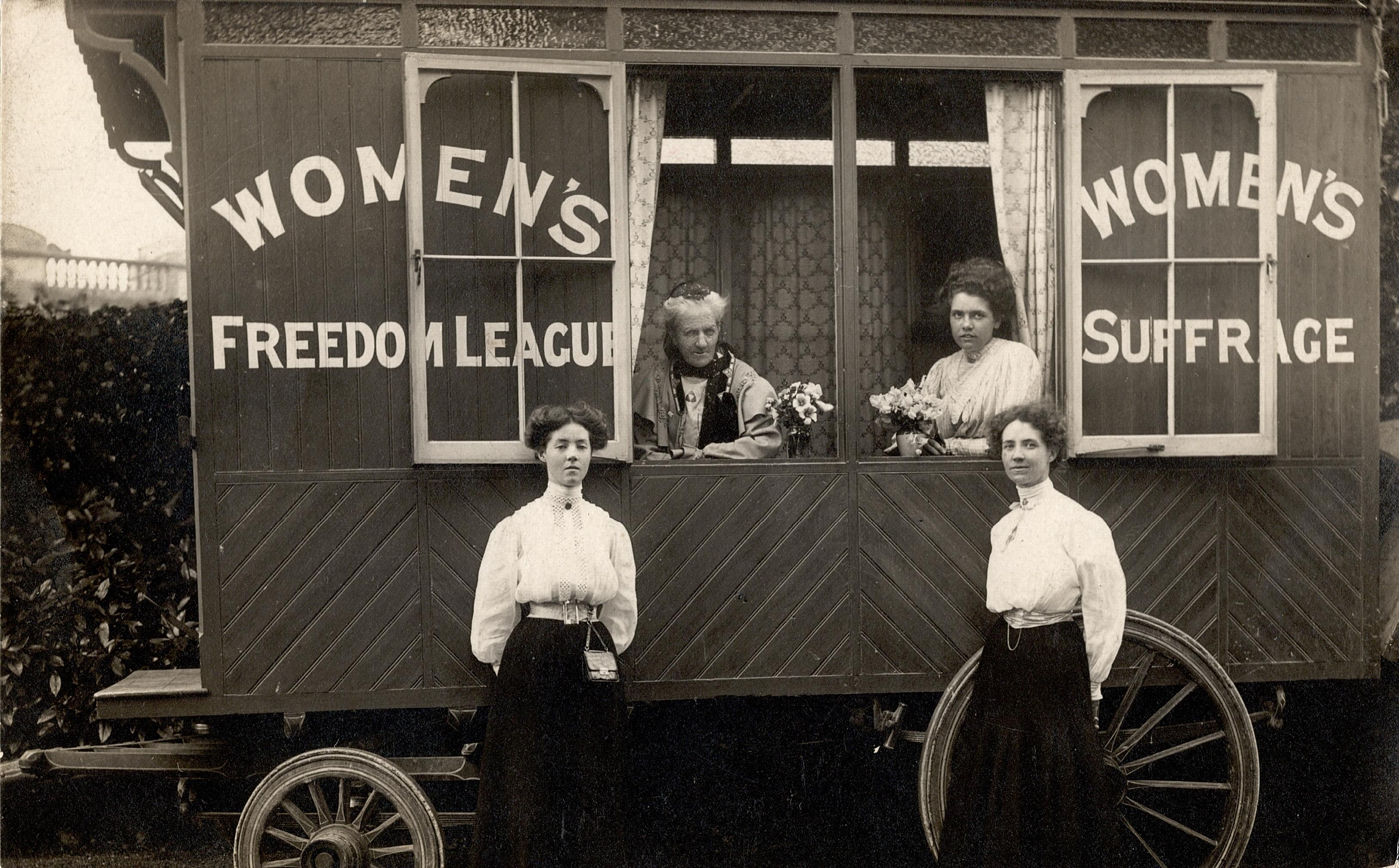
Charlotte Despard i Neilans en la finestra de la caravana el 1908

Alice Chapin pogué danyar moltes paperetes i Alison Neilans en feu malbé algunes. Les paperetes encara eren llegibles i John Dumphreys va ser triat. No obstant això, els productes químics esguitaren el president, George Thorley a l'ull. En el judici, els metges van dir que Thorley podria tenir una taca als ulls per a tota la vida. Les sufragistes creien que Thorley havia exagerat la lesió i que el mal podia haver-se causat quan es va aplicar amoníac després de l'incident en un intent d'alleujament a causa del pànic.
Chapin i Neilans foren jutjades a Old Bailey i Alison després publicà un relat de la seua defensa. Alice Chapin va rebre una sentència més dura que la de Neilans, però l'alliberaren despús-demà no, a l'altre, pel "Perdó del Rei".